# قاسم میرزایی نیکو
قاسم میرزایی نیکو (متولد ۱۳۳۴ در کیلان)، معروف به مهندس فیروزه‌ای چهره سیاسی اصلاح طلب و نماینده سابق مردم دماوند و فیروزکوه، در دهمین دوره مجلس شورای اسلامی است. او دارای مدرک کارشناسی ارشد معماری و شهرسازی است.

## نماینده دماوند و فیروزکوه در مجلس دهم
در دهمین دوره انتخابات مجلس شورای اسلامی، قاسم میرزایی نیکو، در لیست ائتلاف فراگیر اصلاح طلبان: گام دوم در دماوند و رودهن حضور داشت و در دور دوم انتخابات توانست با کسب ۲۰٬۶۵۹ رأی از مجموع ۳۶٬۵۲۷ رأی مأخوذه صحیح، بعنوان نماینده دماوند و فیروزکوه، وارد مجلس دهم شود.

### انتقاد از ولایتمداری
پس از برگزاری دور اول انتخابات مجلس شورای اسلامی و در حالی که قاسم میرزایی نیکو به دور دوم راه یافته بود، در صفحه تلگرام وی مطالبی در پاسخ به یکی از کاربران در رابطه با ولایتمداری مطرح شد که موجب هجمه رسانه‌ای علیه وی مبنی بر عدم اعتقاد به ولایت فقیه گردید.
«ولایتمداری، انحرافیست که بنی امیه و بنی عباس بدعت گذاری کردند. در قرآن، دو نوع ولایت داریم ولایت حق و ولایت باطل؛ پس باید حقمدار بود نه ولایت مدار. نقل است که از شمر پرسیدند چرا دست به گناه بزرگ کشتن حسین ابن علی فرزند رسول خدا زدی؟ گفت گناه تمرد، از دستور خلیفه (مقام ولایت) بزرگتر از گناه کشتن حسین بود و من گناه کوچک را بر بزرگتر ترجیح دادم. در ولایتمداری، مدار: دستور، تمایل و خوشایند ولی است «چه حق باشد چه باطل» اما در حقمداری، مکلف بر اساس لاطاعة فی معصیة الله باید معیار داشته باشد و صرفاً اگر ولی شایسته ولایت بود و اگر اوامرش معصیت خدا نبود و حق بود، تبعیت از وی واجب می‌شود.»
پس از انتشار این متن در کانال تلگرامی قاسم میرزایی، چند کانال افراطی با هدف تحت تأثیر قرار دادن مرحلهٔ دوم انتخابات در حوزه انتخابیه دماوند و فیروزکوه، آن را دستاویز اتهامی قرار داده و تیتر زدند «کاندیدای اصلاح طلب: یزید هم ولی فقیه بود و دستور قتل امام حسین را داد». این اظهارات با واکنش سریع ستاد انتخاباتی قاسم میرزایی نیکو و انتشار متن کامل اظهارات وی به شرح فوق همراه گردید.
میرزایی نیکو در نهایت به عنوان منتخب مردم دماوند و فیروزکوه به مجلس دهم راه یافت.